# Jeff Mangum
Jeff Mangum, född 24 oktober 1970 i Ruston, Louisiana, är en amerikansk musiker, mest känd som grundare av indierockbandet Neutral Milk Hotel, där han även var frontperson och  huvudsaklig låtskrivare. Efter att bandet upplöstes 1999 fortsatte Mangum som soloartist.
Mangum var en av grundarna till Elephant 6. Han har även producerat låtar av andra band som The Apples In Stereo och Circulatory System.